# ザ・ラグビーチャンピオンシップ2024
ザ・ラグビーチャンピオンシップ2024（2024 Rugby Championship、2024 TRC）は、2024年8月10日から9月28日にかけて開催される 南半球4か国のナショナルチームによる「ザ・ラグビーチャンピオンシップ」の第13回大会。主催はSANZAAR。北半球6か国代表によるシックス・ネイションズと並ぶ、強豪国リーグである。

## 冠スポンサー
毎年、各国で冠スポンサーを設けており、2024年大会では、各国で以下のような大会名でも呼ぶ。
- ニュージーランド：「リポビタンD・ラグビーチャンピオンシップ（Lipovitan-D Rugby Championship）」[1]
- 南アフリカ共和国：「キャッスルラガー・ラグビーチャンピオンシップ（The Castle Lager Rugby Championship）」[2]- キャッスルラガーは南アフリカのビール会社およびブランド。
- オーストラリア：「フライトセンター・ラグビーチャンピオンシップ（The Flight Centre Rugby Championship）」[3] - フライトセンターはオーストラリアの旅行代理店。
- アルゼンチン：「ラグビーチャンピオンシップ・ビザ・バンコ・マクロ（Rugby Championship VISA Banco Macro）」[4]- バンコ・マクロはアルゼンチンの銀行。

## 概要
出典
相手国3チームと2試合ずつ、計6試合を行い、勝ち点で順位を決める。
2022年大会と同様に、「ミニツアー」的要素を取り入れているため、6試合のうち4試合は、同じ相手チームに対して、2試合連続でホームとアウェーを入れ替えずに試合を行う。残り2試合は、ホームとアウェーを入れ替えて1試合ずつ行う。

## 2024年「ザ・ラグビーチャンピオンシップ」対戦表
以下のように第4試合（Round 4）までは、同一相手との対戦において、ホームとアウェーの入れ替えが無い。
| 南アフリカの日程                        | 南アフリカの日程 | 南アフリカの日程      | 南アフリカの日程 |
| 試合順                                  | ホーム 側        | 自チーム              | アウエー 側      |
| --------------------------------------- | ---------------- | --------------------- | ---------------- |
| 第1試合                                 | オーストラリア   | 南アフリカ (アウェー) |                  |
| 第2試合                                 | オーストラリア   | 南アフリカ (アウェー) |                  |
| 第3試合                                 |                  | 南アフリカ (ホーム)   | ニュージーランド |
| 第4試合                                 |                  | 南アフリカ (ホーム)   | ニュージーランド |
| 第5試合                                 | アルゼンチン     | 南アフリカ (アウェー) |                  |
| 第6試合                                 |                  | 南アフリカ (ホーム)   | アルゼンチン     |
| オーストラリアは、 南アフリカに来ない。 |                  |                       |                  |

| アルゼンチンの日程                          | アルゼンチンの日程 | アルゼンチンの日程      | アルゼンチンの日程 |
| 試合順                                      | ホーム 側          | 自チーム                | アウエー 側        |
| ------------------------------------------- | ------------------ | ----------------------- | ------------------ |
| 第1試合                                     | ニュージーランド   | アルゼンチン (アウェー) |                    |
| 第2試合                                     | ニュージーランド   | アルゼンチン (アウェー) |                    |
| 第3試合                                     |                    | アルゼンチン (ホーム)   | オーストラリア     |
| 第4試合                                     |                    | アルゼンチン (ホーム)   | オーストラリア     |
| 第5試合                                     |                    | アルゼンチン (ホーム)   | 南アフリカ         |
| 第6試合                                     | 南アフリカ         | アルゼンチン (アウェー) |                    |
| ニュージーランドは、 アルゼンチンに来ない。 |                    |                         |                    |

| オーストラリアの日程                      | オーストラリアの日程 | オーストラリアの日程      | オーストラリアの日程 |
| 試合順                                    | ホーム 側            | 自チーム                  | アウエー 側          |
| ----------------------------------------- | -------------------- | ------------------------- | -------------------- |
| 第1試合                                   |                      | オーストラリア (ホーム)   | 南アフリカ           |
| 第2試合                                   |                      | オーストラリア (ホーム)   | 南アフリカ           |
| 第3試合                                   | アルゼンチン         | オーストラリア (アウェー) |                      |
| 第4試合                                   | アルゼンチン         | オーストラリア (アウェー) |                      |
| 第5試合                                   |                      | オーストラリア (ホーム)   | ニュージーランド     |
| 第6試合                                   | ニュージーランド     | オーストラリア (アウェー) |                      |
| アルゼンチンは、 オーストラリアに来ない。 |                      |                           |                      |

| ニュージーランドの日程                    | ニュージーランドの日程 | ニュージーランドの日程      | ニュージーランドの日程 |
| 試合順                                    | ホーム 側              | 自チーム                    | アウエー 側            |
| ----------------------------------------- | ---------------------- | --------------------------- | ---------------------- |
| 第1試合                                   |                        | ニュージーランド (ホーム)   | アルゼンチン           |
| 第2試合                                   |                        | ニュージーランド (ホーム)   | アルゼンチン           |
| 第3試合                                   | 南アフリカ             | ニュージーランド (アウェー) |                        |
| 第4試合                                   | 南アフリカ             | ニュージーランド (アウェー) |                        |
| 第5試合                                   | オーストラリア         | ニュージーランド (アウェー) |                        |
| 第6試合                                   |                        | ニュージーランド (ホーム)   | オーストラリア         |
| 南アフリカは、 ニュージーランドに来ない。 |                        |                             |                        |

## 新ルールの適用
出典
2024年初めから、さまざまな試合で一部 試験的運用をされていた新ルールが、以下のようにこの大会から適用される。

### 20分レッドカード
レッドカードは、原則「20分レッドカード」となる。反則選手は退場させられるが、20分後に他の選手が出場できる。しかし、反則が故意であり危険性が高いと判断された場合は、20分後に代わりの選手が出場することはできない。

### カウントダウンクロック
ゴールキック、スクラム、ラインアウトでは、以下のようにカウントダウンクロック（制限時間）が計測される。
ゴールキックはトライから60秒以内に蹴る、スクラムは30秒以内に組む、ラインアウトは30秒以内に形成する。
時間超過をした場合は、コンバージョンキックではセンターマークからゲーム再開、ペナルティキックではペナルティ地点で相手ボールのスクラム、スクラムでは相手ボールのフリーキック、ラインアウトでは15メートルライン上で相手ボールのフリーキックが、与えられる。

### スクラムハーフへの保護
スクラム、ラック、モールにおいて、ボールを扱おうとしているプレーヤー（スクラムハーフの役割をする選手）への接触・妨害が禁じられる。違反の場合は、ペナルティの反則が与えられる。

### ラインアウトでのノット・ストレートの扱い
ラインアウトでのノットストレートにおいて、ディフェンス側がボールをリフトアップで競り合わない場合は、ノット・ストレートでもプレー続行。ディフェンス側もリフトアップで競り合っている場合は、ディフェンス側のボールでラインアウトまたはスクラムとなる。

### そのほかのルール変更
上記に加え、2024年7月1日から、ワールドラグビーは観戦性と安全性を高めるため、以下のように競技規則（ルール）の変更を行い、この大会でも適用された。
- キッカーの前方にいるプレーヤーは、キッカーがキックした後はオフサイドとなるため、後方へ下がる動作をしなければならない。
- クロコダイルロール（ジャッカルを受けている相手の身体をつかみ一緒に倒れたり、ひねって倒したりする行為）の禁止。
- フリーキック時にはスクラムを選択できない。

## 戦績
出典、 2024年9月28日現在。
| 順位 | 国               | 勝敗   | 勝敗 | 勝敗     | 勝敗 | 得点 | 得点 | 得点     | 3トライ差以上を獲得 ボーナス ポイント | 7点差以内の敗戦 ボーナス ポイント | 勝ち点 合計 |
| 順位 | 国               | 試合数 | 勝ち | 引き分け | 負け | 得点 | 失点 | 得失点差 | 3トライ差以上を獲得 ボーナス ポイント | 7点差以内の敗戦 ボーナス ポイント | 勝ち点 合計 |
| ---- | ---------------- | ------ | ---- | -------- | ---- | ---- | ---- | -------- | ------------------------------------- | --------------------------------- | ----------- |
| 1    | 南アフリカ共和国 | 6      | 5    | 0        | 1    | 188  | 94   | +94      | 3                                     | 1                                 | 24          |
| 2    | ニュージーランド | 6      | 3    | 0        | 3    | 163  | 147  | +16      | 2                                     | 2                                 | 16          |
| 3    | アルゼンチン     | 6      | 3    | 0        | 3    | 170  | 195  | -25      | 1                                     | 1                                 | 14          |
| 4    | オーストラリア   | 6      | 1    | 0        | 5    | 107  | 213  | -106     | 0                                     | 1                                 | 5           |

勝ち点の合計で優勝を競う。勝ち4点、引き分け2点、負け0点。相手より3トライ以上多く獲得で1点、7点差以内の負けで1点。

### 優勝・2国間トロフィー
| 優勝                       | 南アフリカ共和国 | 53回目（5回目）  | 1996年トライネイションズからの通算             | 最終試合(2024年9月28日)で決定         |
| ブレディスローカップ       | ニュージーランド | 53回目（防衛）   | オーストラリアとニュージーランドとの対戦の勝者 | 2試合のうち1試合目2024年9月21日で決定 |
| マンデラチャレンジプレート | 南アフリカ共和国 | 8回目（防衛）    | 南アフリカとオーストラリアとの対戦の勝者       | 2試合のうち1試合目2024年8月10日で決定 |
| フリーダムカップ           | 南アフリカ共和国 | 3回目（奪還）    | 南アフリカとニュージーランドとの対戦の勝者     | 2試合のうち2試合目2024年9月7日で決定  |
| ピューマトロフィー         | アルゼンチン     | 2回目（防衛）    | アルゼンチンとオーストラリアとの対戦の勝者     | 2試合のうち2試合目2024年9月7日で決定  |
| ウドゥン・スプーン         | オーストラリア   | 7回目（2年連続） | 最下位に与えられる不名誉な称号                 | 第5節（2024年9月21日）で決定          |

## 対戦詳細

### Round 1
| 2024年8月10日 14:45 AEST (UTC+10) | オーストラリア                        | 7–33     | 南アフリカ共和国 (1 BP) | サンコープ・スタジアム, ブリスベン, オーストラリア 観客数: 52,019人 レフリー: ルーク・ピアース (ウェールズ) |
| 2024年8月10日 14:45 AEST (UTC+10) | T: パイサミ 76' c G: Lynagh (1/1) 77' | レポート | T: コリシ 10' c デュトイ 24' c アレンゼ (2) 35' c, 64' m スミス 62' c G: ファインバーグ＝ムンゴメズル (4/5) 11', 25', 36', 63' | サンコープ・スタジアム, ブリスベン, オーストラリア 観客数: 52,019人 レフリー: ルーク・ピアース (ウェールズ) |

- 南アフリカ共和国がマンデラチャレンジプレートを保持。

| 2024年8月10日 19:05 NZST (UTC+12) | ニュージーランド | 30-38    | アルゼンチン | スカイ・スタジアム, ウェリントン, ニュージーランド 観客数: 25,000人 レフリー: アンガス・ガードナー (オーストラリア) |
| 2024年8月10日 19:05 NZST (UTC+12) | T: Darry 15' c ライナートブラウン 35' c テレア 52' c G: マッケンジー (3/3) 16', 36', 53' PG: マッケンジー (3/4) 12', 27', 47' | レポート | T: シンティ 23' m Mカレラス 38' c Molina 43' c クレービー 69' c G: Sカレラス (3/4) 39', 44', 70' PG: Sカレラス (4/4) 31', 50', 56', 79' | スカイ・スタジアム, ウェリントン, ニュージーランド 観客数: 25,000人 レフリー: アンガス・ガードナー (オーストラリア) |

### Round 2
| 2024年8月17日 19:05 NZST (UTC+12) | (1 BP) ニュージーランド | 42–10    | アルゼンチン                                                  | イーデン・パーク, オークランド, ニュージーランド 観客数: 48,000人 レフリー: Andrea Piardi (イタリア) |
| 2024年8月17日 19:05 NZST (UTC+12) | T: マッケンジー 6' c サヴェア 17' c クラーク 24' c ジョーダン (2) 30' c, 42' c Bバレット 36' c G: マッケンジー (6/6) 7', 18', 25', 31', 37', 43' | レポート | T: マリア 72' c G: Albornoz (1/1) 72' PG: Sカレラス (1/1) 12' | イーデン・パーク, オークランド, ニュージーランド 観客数: 48,000人 レフリー: Andrea Piardi (イタリア) |

特記事項:
- ニュージーランドは、「イーデン・パークにおいてのテストマッチ無敗記録50回」を達成した。ニュージーランドがイーデン・パークで最後に敗北したのは、30年前、1994年7月の対フランス戦[9][10]。

| 2024年8月17日 19:55 AEST (UTC+10) | オーストラリア                      | 12–30    | 南アフリカ共和国 (1 BP) | オプタス・スタジアム, パース, オーストラリア 観客数: 58,197人 レフリー: Paul Williams (ニュージーランド) |
| 2024年8月17日 19:55 AEST (UTC+10) | PG: Lolesio (4/5) 3', 21', 36', 47' | レポート | T: Fassi 17' m ファンスターデン 43' c マークス (2) 63' m, 73' c G: ファインバーグ＝ムンゴメズル (1/2) 44' ポラード (1/2) 74' PG: ファインバーグ＝ムンゴメズル (2/2) 16', 26' | オプタス・スタジアム, パース, オーストラリア 観客数: 58,197人 レフリー: Paul Williams (ニュージーランド) |

### Round 3
| 2024年8月31日 17:00 SAST (UTC+02) | 南アフリカ共和国 | 31–27    | ニュージーランド (1 BP)                                                                                           | エミレーツ・エアライン・パーク, ヨハネスブルグ, 南アフリカ共和国 観客数: 62,000人 レフリー: アンドリュー・ブライス (アイルランド) |
| 2024年8月31日 17:00 SAST (UTC+02) | T: ンボナンビ 16' m スミス 68' c ウィリアムズ 74' c G: ファインバーグ＝ムンゴメズル (2/3) 69', 75' PG: ファインバーグ＝ムンゴメズル (4/5) 29', 36', 45', 49' DG: ファインバーグ＝ムンゴメズル (0/1) | レポート | T: テイラー 6' c クラーク (2) 32' m, 51' m Jバレット 41' G: マッケンジー (2/4) 7', 41' PG: マッケンジー (1/1) 47' | エミレーツ・エアライン・パーク, ヨハネスブルグ, 南アフリカ共和国 観客数: 62,000人 レフリー: アンドリュー・ブライス (アイルランド) |

| 2024年8月31日 19:00 ART (UTC-3) | (1 BP) アルゼンチン                                                                             | 19–20    | オーストラリア                                                                                                | エスタディオ・ホルヘ・ルイス・ヒルシ, ラプラタ, アルゼンチン 観客数: 28,000人 レフリー: James Doleman (ニュージーランド) |
| 2024年8月31日 19:00 ART (UTC-3) | T: ゴンサレス 15' c G: Sカレラス (1/1) 16' PG: Sカレラス (3/3) 12', 35', 45' Albornoz (1/1) 70' | レポート | T: Gordon 28' c ヴァレティニ 50' c G: Lolesio (2/2) 28', 51' PG: Lolesio (1/2) 59' ドナルドソン (1/1) 80' +1' | エスタディオ・ホルヘ・ルイス・ヒルシ, ラプラタ, アルゼンチン 観客数: 28,000人 レフリー: James Doleman (ニュージーランド) |

特記事項：
- アルゼンチンのアグスティン・クレービーは、この試合で代表選手を引退。110キャップを獲得し、アルゼンチン代表の最多記録となる[11][12]。
- ラグビーユニオンの代表チームが、2019年11月にオープンしたこの会場で試合をするのは初めてとなる[13][14]。

### Round 4
| 2024年9月7日 17:00 SAST (UTC+02) | 南アフリカ共和国 | 18-12    | ニュージーランド (1 BP)                   | ケープタウン・スタジアム, ケープタウン, 南アフリカ共和国 観客数: 57,733人 |
| 2024年9月7日 17:00 SAST (UTC+02) | T: コリシ 49' c マークス 74' m G: ポラード (1/1) 50' PG: ポラード 32' ファインバーグ＝ムンゴメズル 54' DG: コルビ (0/1) | レポート | PG: マッケンジー (4) 15', 29', 40+1', 59' | ケープタウン・スタジアム, ケープタウン, 南アフリカ共和国 観客数: 57,733人 |

特記事項:
- 南アフリカ共和国は、2009年以来15年ぶりにフリーダムカップを奪還した[15]。
- 南アフリカ共和国がニュージーランドに4連勝するのは、1949年以来、75年ぶり[16]。

| 2024年9月7日 16:00 ART (UTC-3) | (1 BP) アルゼンチン | 67–27    | オーストラリア | エスタディオ・ブリガディエル・ヘネラル・エスタニスラオ・ロペス, サンタフェ, アルゼンチン 観客数: 30,000人 |
| 2024年9月7日 16:00 ART (UTC-3) | T: Mカレラス 30' c モントージャ 36' c ゴンサレス 47' c マテーラ 56' c オビエド 63' c, 76' c マリア 71' m, 74' c シンティ 80' c G: Albornoz (6/7) 31', 37', 48', 57', 64', 75' Sカレラス (2/2) 77', 81' PG: Albornoz (2/2) 2', 62' | レポート | T: Tizzano 14' c ケラウェイ 28' c マクダーモット 68' c G: ドナルドソン (2/2) 15', 29' Lynagh (1/1) 69' PG: ドナルドソン (2/2) 5', 21' | エスタディオ・ブリガディエル・ヘネラル・エスタニスラオ・ロペス, サンタフェ, アルゼンチン 観客数: 30,000人 |

特記事項:
- アルゼンチンがピューマトロフィーを防衛した[17]。
- オーストラリアにとって、67失点はテストマッチでの最多失点記録。40点差での敗北は、2008年に8-53（45点差）で南アフリカ共和国に敗北して以来2番目のワースト記録[18]。

### Round 5
| 2024年9月21日 15:55 AEST (UTC+10) | (1 BP) オーストラリア                                                                                | 28-31    | ニュージーランド | アコー・スタジアム, シドニー, オーストラリア |
| 2024年9月21日 15:55 AEST (UTC+10) | T: マクライト 18' c フェスラー 36' c パイサミ 65' c ライト 79' c G: Lolesio (4/4) 19', 37', 66', 79' | レポート | T: ジョーダン 2' c イオアネ 9' c クラーク 15' c サヴェア 25' c G: マッケンジー (4/4) 3', 10', 16', 26' PG: マッケンジー (1/1) 45' | アコー・スタジアム, シドニー, オーストラリア |

特記事項:
- ニュージーランドがブレディスローカップを防衛し、2003年から22連覇となる[19]。
- オーストラリアのジェイムス・スリッパーが140キャップを獲得し、オーストラリア代表として単独最多記録となった[20]。
- オーストラリアの最下位（ウドゥン・スプーン）が決まった。7回目、2年連続。

| 2024年9月21日 18:00 ART (UTC-3) | アルゼンチン | 29-28         | 南アフリカ共和国 (1 BP)                                                                                            | エスタディオ・ウニコ・マドレ・デ・シウダデス, サンティアゴ・デル・エステロ, アルゼンチン |
| 2024年9月21日 18:00 ART (UTC-3) | T: Mカレラス 14' c マテーラ 21' c スクラビ 26' m Albornoz 34' c G: Albornoz (3/4) 15', 22', 35' PG: Albornoz (1/3) 68' | レポート 報道 | T: Fassi 3' c クリエル 7' c ライナー 38' m G: ポラード (2/3) 4', 8' PG: ポラード (2/2) 12', 43' リボック (1/2) 50' | エスタディオ・ウニコ・マドレ・デ・シウダデス, サンティアゴ・デル・エステロ, アルゼンチン |

特記事項:
- アルゼンチンが南アフリカ共和国に勝利するのは、2018年8月25日（ザ・ラグビーチャンピオンシップ2018 第2節）以来6年ぶり。
- アルゼンチンがこの大会で3試合勝利するのは、初めてとなる。
- アルゼンチンが この大会で3か国に対し、それぞれ少なくとも1勝するのも、初めてとなる。
- エベン・エツベスが、南アフリカ共和国代表キャップ127となり、ヴィクター・マットフィールドの最多記録に並んだ[21]。

### Round 6
| 2024年9月28日 19:05 NZST (UTC+12) | (1 BP) ニュージーランド                                                                                                 | 33–13    | オーストラリア                                                    | スカイ・スタジアム, ウェリントン, ニュージーランド レフリー: ニカ・アマシュケリ (ジョージア) |
| 2024年9月28日 19:05 NZST (UTC+12) | T: リース 16' m ジョーダン 22' c クラーク (2) 40'+1 c, 64' c ウィリアムズ 55' c G: Bバレット (4/5) 23', 40'+2, 56', 66' | レポート | T: マクライト 8' c G: Lolesio (1/1) 9' PG: Lolesio (2/2) 19', 37' | スカイ・スタジアム, ウェリントン, ニュージーランド レフリー: ニカ・アマシュケリ (ジョージア) |

特記事項：
- ニュージーランドのサム・ケインは、代表100キャップを獲得。ニュージーランド代表歴代13人目[22]。

| 2024年9月28日 17:00 SAST (UTC+02) | (1 BP) 南アフリカ共和国 | 48-7          | アルゼンチン                      | ムボンベラ・スタジアム, ムボンベラ, 南アフリカ共和国 レフリー: ベン・オキーフ（ニュージーランド） |
| 2024年9月28日 17:00 SAST (UTC+02) | T: Fassi (2) 8' c, 33' m デュトイ (2) 14' c, 73' c コルビ 38' m マークス 69' c クリエル 77' c G: ヘンドリクセ (2/4) 9', 15' ポラード (3/3) 70', 74', 78' PG: ヘンドリクセ (1/2) 22' | レポート 報道 | T: Albornoz 19' c G: Albornoz 20' | ムボンベラ・スタジアム, ムボンベラ, 南アフリカ共和国 レフリー: ベン・オキーフ（ニュージーランド） |

特記事項：
- 南アフリカ共和国の5回目となる大会優勝が決まった。
- エベン・エツベスが南アフリカ共和国代表として128キャップ目を獲得し、ヴィクター・マットフィールドの127キャップを抜き、南アフリカ共和国代表の最多キャップ選手となった[23]。

## 放送・配信
- 日本：WOWOW - 「南半球4カ国対抗戦 ザ・ラグビーチャンピオンシップ」（放送・ライブ配信）[24]